# Diichnia
Diichnia — викопний рід судинних рослин родини Calamopityaceae з групи насінних папоротей (Pteridospermatophyta), що існував у ранньому карбоні (міссісіпій, 355 млн років тому). Викопні рештки (стовбури) представників роду знайдено у штаті Кентуккі (США).

## Види
- Diichnia kentuckiensis, Read, 1936
- Diichnia readii, Beck, Galtier, Stein, 1992